# Evangelista Latino Enrico Vanni
Evangelista Latino Enrico Vanni (Cantagallo, 28 dicembre 1878 – Dehradun, 9 maggio 1962) è stato un arcivescovo cattolico italiano.

## Biografia
Evangelista Latino Enrico Vanni nacque a Usella, frazione di Cantagallo, il 28 dicembre 1878, da una famiglia povera e molto religiosa, Latino manifesta fin da giovanissimo la sua determinazione di entrare in convento.

### Formazione e ministero sacerdotale
Il 15 marzo 1894 vestì il saio francescano nel convento di Cortona. Un anno più tardi emette la professione semplice e, l'8 dicembre 1898, quella solenne.
Il 21 giugno 1901 fu ordinato presbitero. Insegnò quindi per tre anni nel Collegio Serafico di Montevarchi dedicandosi, contestualmente, alla predicazione. Il suo più grande desiderio era tuttavia di recarsi in missione: un evento che si verificherà l'8 ottobre 1905 quando il ministro generale dell'Ordine lo inviò in India, nell'arcidiocesi di Agra. Aperta dai gesuiti nel 1579 e affidata ai cappuccini all'inizio del XIX secolo, successivamente trasformata in vicariato apostolico con il diritto di avere un vescovo, Agra era stata elevata ad arcidiocesi da papa Leone XIII nel 1886. Quella era un'epoca di grandi trasformazioni, sotto il profilo missionario, anche per l'Ordine dei frati minori cappuccini. Nel capitolo generale del 9 maggio 1884 si stabilì che ciascuna missione venisse affidata ad una provincia religiosa cappuccina. Tra il 1890 e il 1891 la curia generale dell'Ordine iniziò una trattativa con la Provincia toscana per affidarle la cura della missione di Agra: un territorio amplissimo con 20 milioni di abitanti, di cui 11 477 cattolici, comprendente le due città di Agra e Delhi. Ad una prima accettazione con riserva la provincia toscana fece seguire quella definitiva il 25 maggio 1892. Padre Evangelista Vanni vi giunse nel 1905, già 35 cappuccini toscani erano in missione. Le grandi capacità del giovane cappuccino emersero immediatamente. Fu vicerettore del collegio di San Pietro ad Agra, cappellano assistente a Bareilly, superiore del convento di Barlowgany a Mussoorie e parroco della cattedrale di Agra.

### Ministero episcopale
Il suo valore di apostolo della fede non passò inosservato a Roma e il 15 aprile 1916 papa Benedetto XV lo nominò vicario apostolico dell'Arabia e vescovo titolare di Tenedo. Ricevette l'ordinazione episcopale il 21 settembre successivo nella cappella del convento di Barlowgany a Mussoorie, ancorché avesse manifestato al suo padre provinciale, con umiltà tutta francescana, di ritenersi incapace di ricoprire un così grave ufficio, dall'arcivescovo metropolita di Agra Carlo Giuseppe Gentili, co-consacranti il vescovo coadiutore di Allahabad Giuseppe Angelo Poli e il vescovo di Ajmer Fortunat-Henri Caumont.
La situazione del vicariato apostolico dell'Arabia era profondamente diversa dalla missione indiana. Accanto alle difficoltà della lingua e dei rapporti con il mondo musulmano, occorreva modificare il metodo di evangelizzazione. Monsignor Vanni comprese che, per trasmettere il messaggio cristiano, occorreva agire soprattutto nel mondo dell'educazione e dell'intervento sociale: orfanotrofi, scuole, ospedali, furono i luoghi di elezione dell'attività apostolica. Il clima sfavorevole e un peggioramento delle sue condizioni di salute costrinsero monsignor Vanni a rientrare in Italia e a rinunciare al governo pastorale del vicariato nel gennaio del 1927.
Dopo un periodo di convalescenza a Prato egli ottenne di poter tornare in India. Sebbene il suo desiderio fosse quello di essere un semplice missionario, nel luglio del 1928 papa Pio XI lo nominò arcivescovo coadiutore di Agra. Succedette alla medesima sede il 21 agosto 1937. La vera India, come sosteneva Gandhi era quella dei villaggi; era lì, quindi, che occorreva evangelizzare: creare nuove scuole, portare la parola di Dio anche attraverso la costruzione di chiese e case nei centri minori, riaprire il seminario di Sardanha. Gli anni della seconda guerra mondiale furono molto difficili: gli obiettivi di monsignor Vanni subirono perciò un brusco arresto. Fin dal termine del conflitto il vescovo cappuccino riprese con rinnovata lena il suo lavoro di evangelizzatore: venne istituita una decina di nuove scuole, arrivarono nuovi missionari, e nel 1949, si riaprì il seminario. Nel 1952 monsignor Vanni ottenne come coadiutore monsignor Bartolomeo Evangelisti da Porretta.
Il 21 novembre 1955 papa Pio XII accettò la sua rinuncia al governo pastorale dell'arcidiocesi per motivi di salute e lo nominò arcivescovo titolare di Bizia. I frutti del suo lavoro furono immediati. Il 20 febbraio dell'anno successivo papa Pio XII istituì la diocesi di Meerut affidandola ai cappuccini toscani, mentre l'arcidiocesi di Agra venne affidata ai cappuccini indiani: il seminario aperto da monsignor Vanni aveva dato sicuramente buoni frutti. Il cappuccino toscano restò a Meerut, come semplice missionario, circondato dall'affetto di tutti.
Morì a Dehradun il 9 maggio 1962 all'età di 83 anni.

## Genealogia episcopale e successione apostolica
La genealogia episcopale è:
- Cardinale Scipione Rebiba
- Cardinale Giulio Antonio Santori
- Cardinale Girolamo Bernerio, O.P.
- Arcivescovo Galeazzo Sanvitale
- Cardinale Ludovico Ludovisi
- Cardinale Luigi Caetani
- Cardinale Ulderico Carpegna
- Cardinale Paluzzo Paluzzi Altieri degli Albertoni
- Papa Benedetto XIII
- Papa Benedetto XIV
- Cardinale Enrico Enriquez
- Arcivescovo Manuel Quintano Bonifaz
- Cardinale Buenaventura Córdoba Espinosa de la Cerda
- Cardinale Giuseppe Maria Doria Pamphilj
- Papa Pio VIII
- Papa Pio IX
- Cardinale Alessandro Franchi
- Cardinale Giovanni Simeoni
- Cardinale Antonio Agliardi
- Arcivescovo George Porter, S.I.
- Cardinale Andrea Aiuti
- Arcivescovo Emmanuel Alfonso van den Bosch, O.F.M.Cap.
- Vescovo Godefroid Pelckmans, O.F.M.Cap.
- Arcivescovo Carlo Giuseppe Gentili, O.F.M.Cap.
- Arcivescovo Evangelista Latino Enrico Vanni, O.F.M.Cap.

La successione apostolica è:
- Vescovo Giovanni Tirinnanzi, O.F.M.Cap. (1937)
- Vescovo Guy-Léandre Le Floch, O.F.M.Cap. (1939)
- Arcivescovo Joseph Bartholomew Evangelisti, O.F.M.Cap. (1952)